# Rhizosphaera abietis
Rhizosphaera abietis är en svampart som beskrevs av L. Mangin & Har. 1907. Rhizosphaera abietis ingår i släktet Rhizosphaera och familjen Venturiaceae.   Inga underarter finns listade i Catalogue of Life.